# Стретчинг

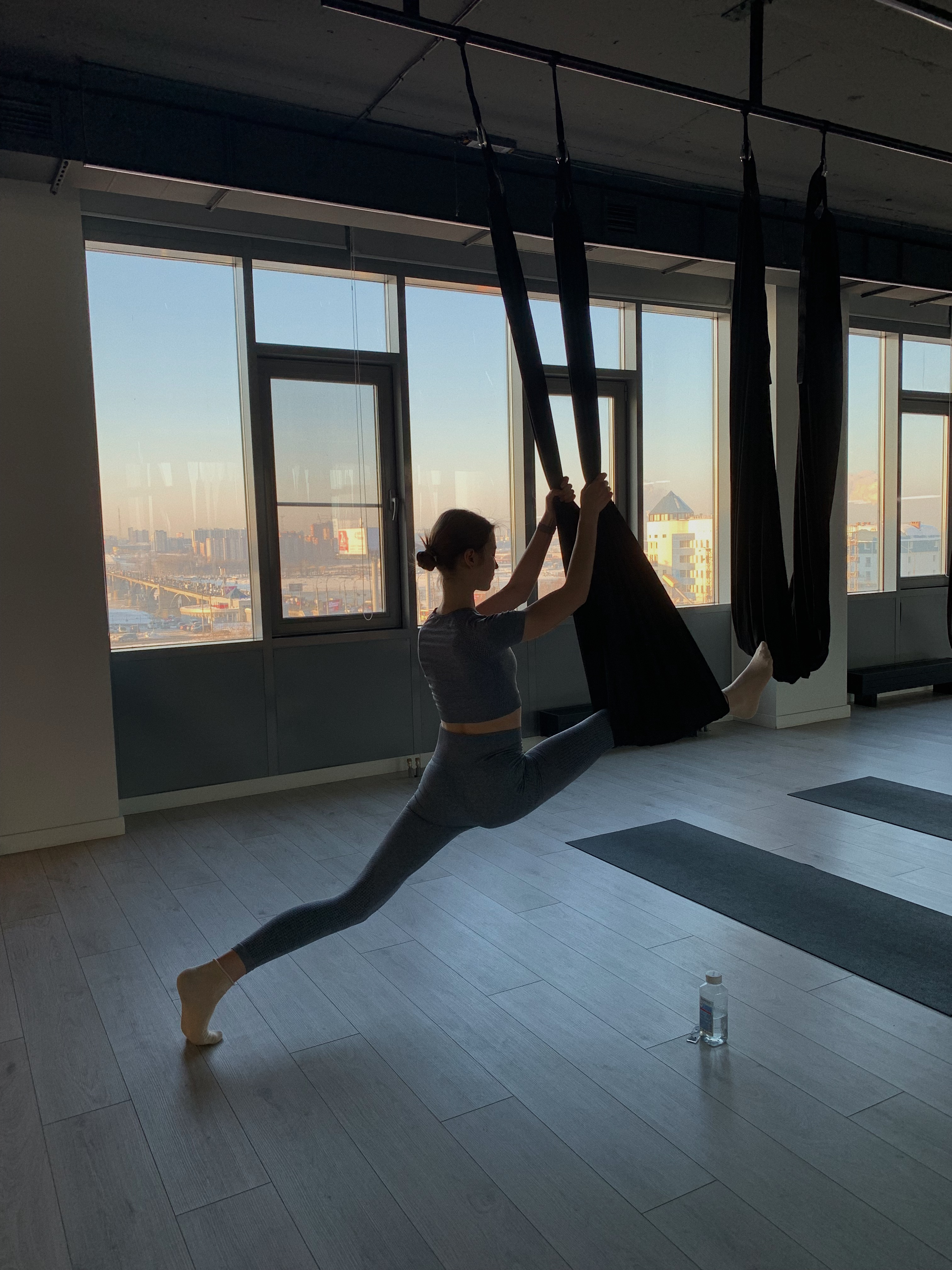
Стретчинг на гамаках

Стре́тчинг (от англ. stretching — «растягивание») — комплекс упражнений и методов, направленных на улучшение гибкости, развития качественной подвижности в суставах и эластичности мышц, которые полезны независимо от возраста и степени развития гибкости.
Стретчинг — это не что иное, как «растяжка».

## История возникновения
До сих пор не известны ни дата появления комплекса, ни имя создателя. Известно лишь, что само направление нагрузки человеческого тела берёт своё начало ещё в далекой истории. Древнеримские спортсмены, участвовавшие в различных соревнованиях, выполняли подобные занятия по растяжке. Упоминания об этих практиках содержатся в исторических хрониках и других цивилизаций. Например, из Древней Индии нам известно такое направление как йога, где практикующие также выполняют упражнения для растягивания, расслабления своего тела.
Основой направления большинство специалистов считают всё же всю историю развития медицины. Достижения, которые были сделаны в этой области знаний, подтверждают сегодня тесную взаимосвязь между мышцами человека, его суставами и здоровьем.
Статус спортивного направления «стретчинг» приобрёл в 1950-х годах. Тогда шведскими спортсменами был продемонстрирован целый комплекс на «растяжку» как необходимый элемент перед основной частью тренировки. Спустя 30 лет такую «разминку» стали практиковать все спортсмены в мире.

## Положительное влияние стретчинга
Занятия стретчингом помогают укрепить здоровье и поддерживать себя всегда в хорошей физической форме, а также нормализуют и улучшают эмоциональное состояние. Упражнения благоприятно влияют на физическое развитие занимающихся, способствуют улучшению обмена веществ в растягиваемых мышцах, повышению в них кровообращения, развивается мобильность ТБС (тазобедренные суставы), улучшается эластичность суставов, укреплению сердечно-сосудистой, нервной и дыхательной систем, положительно воздействуют на органы пищеварительной системы и кору головного мозга.
Стретчинг помогает добиться гибкости телу, даёт свободу движениям, уменьшает риск травмирования мышц как в процесс тренировки, так и в повседневной жизни и содействует в постепенном исправлении и корректировании осанки.
Важным является и то, что в процессе упражнений происходит значительное улучшение лимфотока, который влияет на работу всего организма в целом, борется с отложениями целлюлита.

## Основные задачи стретчинга
К основным задачам относятся такие, как:
- Неторопливость и плавность растягивания,
- Постепенное укрепление мышц всего тела.

За счёт этого мышечные волокна становятся более эластичными, происходит снабжение их кровью и питательными веществами, что способствует росту мышечной ткани, при этом уменьшает жировые запасы.
Неторопливость и плавность выполнения растягивания крайне важно. Так мышцы не подвергаются травмированию, тело не испытывает стресса, человек не испытывает болевых ощущений и сам процесс становится приятным и комфортным.

## Виды стретчинга
Существует большое количество вариантов стретчинга. Основные типы, при которых все движения выполняются при разных видах растяжки, — статический, динамический и баллистический.

### Статический стретчинг
Данный вид подразумевает выполнение человеком упражнения в статичном положении, то есть удержании тела в определённой позе на продолжительное время от 15 до 60 секунд. Такой тип наиболее эффективно развивает гибкость тянущегося.
Статический стретчинг может быть активным и пассивным. При активной статической растяжке мышцы тянутся за счёт работы других мышечных групп. При пассивной растяжке мышцы растягиваются за счёт произвольного расслабления, собственный вес тела или лёгкое надавливание другого человека.

### Динамический стретчинг
Данный тип подразумевает медленное движение, которое в конечной точке амплитуды завершается удерживанием статической позы. Он также делится на подтипы: активный и пассивный. При первом варианте растягиваемая мышца тянется за счёт сокращения мышц-антагонистов. При втором варианте мышца, которая растягивается приводится в максимально растянутое положение, где подвергается дополнительным тянущим движениям в небольшой амплитуде.
Мышцы-антагонисты:
- Бицепс плеча-трицепс плеча
- Грудные мышцы-ромбовидные мышцы (приводящие лопатку)
- Мышцы пресса-мышцы поясничного отдела
- Квадрицепс-двуглавые мышцы бёдер
- Икроножная мышца-мышцы передней поверхности голени

### Баллистический стретчинг
Это выполнение маховых движений конечностями, сгибание и разгибание корпуса, которые можно выполнять с большой амплитудой и высокой скоростью. В этом случае удлинение определённой группы мышц оказывается сравнительно кратковременным. Оно длится столько, сколько длится мах или сгибание. Скорость растягивания мышц обычно пропорциональна скорости махов и сгибаний.